# Langley Burrell Without
Langley Burrell Without è una parrocchia civile che si trova a nord di Chippenham  nella contea del Wiltshire nel Sud Ovest dell'Inghilterra, Regno Unito. 

## Geografia fisica

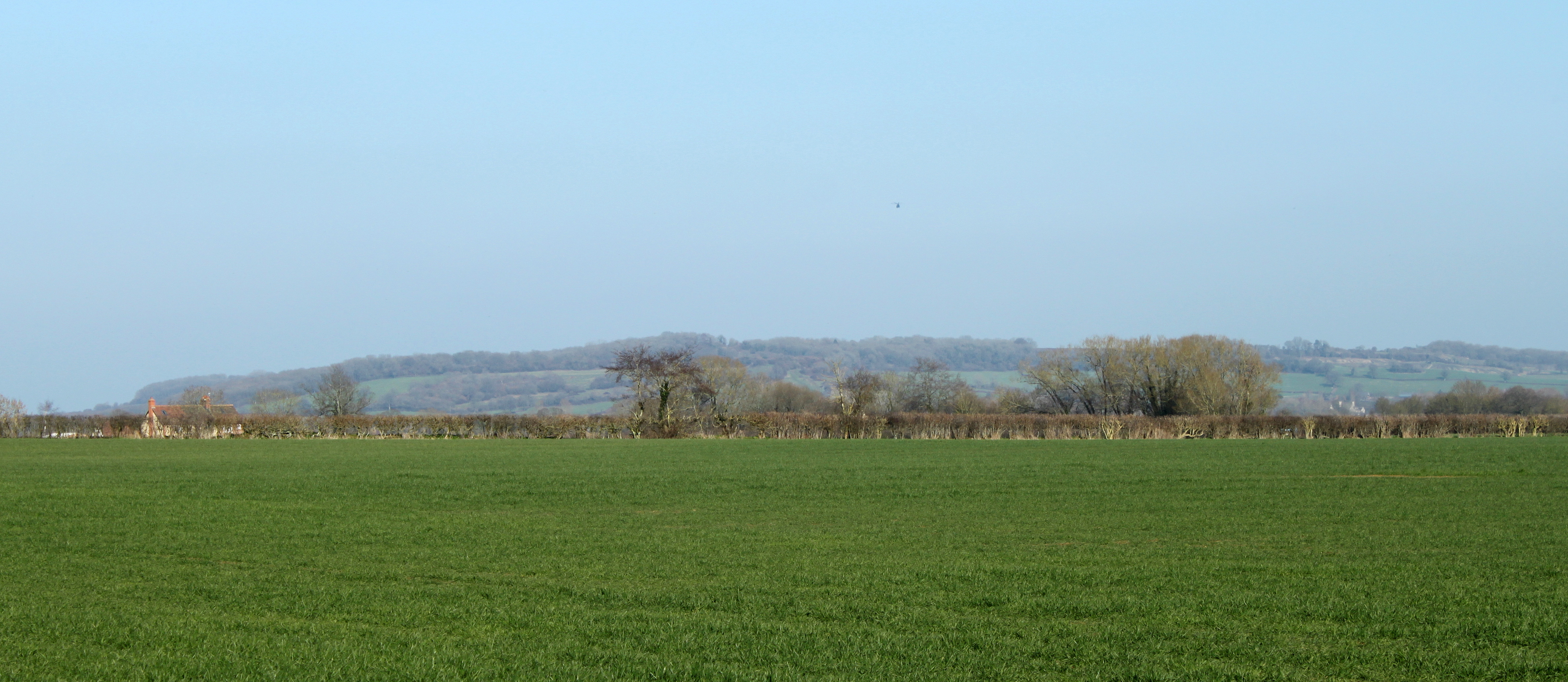
Aree agricole nel territorio di Langley Burrell Without

### Territorio
Il territorio della parrocchia civile di Langley Burrell Without occupa una superficie di 7.791 km² con un livello medio sul mare di circa 61 metri. Il villaggio principale si trova a nord-est di Chippenham. Il territorio è abbastanza pianeggiante e con terra fertile adatta sia all'agricoltura sia all'allevamento.

## Storia
Il nome Langley significa lunga radura o bosco ed è usato sia in questo caso che nella vicina parrocchia civile di Kington Langley. Il luogo viene citato dal Domesday Book nel 1086 e il nome Burrell viene associato alla famiglia Borel che vi possedeva la tenuta. Il suffisso sembra essere entrato in uso nel XIII secolo e potrebbe derivare da Peter Burel, che storicamente possedeva il maniero nel 1242. Sul sito vi sono evidenze di presenze che risalgono al Paleolitico dimostrate dai ritrovamenti di utensili in selce risalenti a quel periodo. A Kellaways Farm e a Peckingell sono stati rinvenuti assemblaggi di selci mesolitiche, mentre a Kellaways Farm sono state rinvenute anche selci neolitiche. Un vaso dell'età del bronzo è stato rinvenuto a sud di Bird's Marsh e selci, ceramiche e ossa umane a sud-ovest del villaggio di Avon. Sembra probabile che la parrocchia fosse sede di insediamenti romani, come dimostrano i ritrovamenti di materiali da costruzione associati a ceramiche nei pressi di Old Coppice e a sud-est di Kellaways Farm. Altri resti di manufatti in ceramica sono stati rinvenuti a sud di Bird's Marsh mentre a nord-est di Kellaways Farm è stata rinvenuta una spilla nel locale cimitero. Nel tardo periodo sassone vi fu un insediamento e forse pure un insediamento di epoca precedente, sebbene siano stati rinvenuti pochi reperti. Prima della conquista normanna, la tenuta era detenuta da Ulwi ed era probabilmente simile, seppur con una popolazione inferiore, a quella registrata nel Domesday Book del 1086. La famiglia Borel tenne il maniero fino al 1300 circa e nel 1304 il maniero era di proprietà di Sir John Delamare e in seguito lui e sua moglie Alice ottennero la licenza per costruire un oratorio come cappella privata. Il maniero passò poi a Roger de Mortimer, Conte di March e fu acquistato da suo genero, Thomas, II Lord Berkley, nel 1343. Lui e la moglie Margaret lo donarono insieme a 200 sterline come dote alla figlia Joan in occasione del suo matrimonio con Sir Reginald de Cobham. Lo stemma dei Cobham si trova su una mensola di legno sul tetto della chiesa e la famiglia probabilmente ampliò la chiesa. Anche il loro figlio si chiamava Reginald. Reginald o un suo discendente omonimo fu bruciato sul rogo a Steinbrook Hill per eresia nel 1413.
Attorno al XV secolo ne territorio erano presenti diversi insediamenti, come villaggi medievali intorno al sito di Langley House e presso Kellaways Mill, un insediamento a Hill Corner, probabilmente la casa di Robert de Hulle e la fattoria presso Rawlings Farm. Nel 1460 Ralph Nevill, conte di Westmorland, era patrono della chiesa e quindi presumibilmente era il signore del maniero. Poi il feudo passò alla figlia Matilda, rimasta vedova. Maud Heath, che sicuramente viveva nel villaggio in quel periodo era preoccupata che gli abitanti di Bremhill, Foxham, Tytherton e della zona di Langley avessero difficoltà a raggiungere il mercato di Chippenham attraverso terreni paludosi e allagati quindi il 12 giugno 1474 stipulò un atto di donazione di terreni e case per la costruzione di una strada rialzata da Wick, a Bremhill, a Chippenham. Questa strada acciottolata lunga 4,5 miglia attraversava il terreno di Kellaways, che durante i mesi invernali era una ridotto a palude. Una donazione di questo tipo è unica nel Wiltshire e la strada è ancora percorribile. Sembra che il maniero sia tornato ai Cobham verso la fine del XV secolo, quando Ann, figlia ed erede di Sir Thomas Cobham, sposò Edward de Burgh, II barone Burgh di Gainsborough, patrono della chiesa nel 1489. Nel 1565 un membro della famiglia Burgh vendette il maniero a John Reed e nel 1601 passò a Henry White, proprietario anche di Grittleton.
A metà del XVII secolo il maniero e la canonica furono colpiti da uno scandalo che interessò Thomas Webb. Questi era parroco di Langley Burrell e fu sottoposto a interrogatori con l'accusa di adulterio e blasfemia. Alla fine lui e le altre persone coinvolte vennero assolti. Nel 1660 il maniero apparteneva a John Widman, nipote del primo Henry White, che lo vendette a Samuel Ashe di Freshford, nel Somerset. Iniziò così la lunga collaborazione della famiglia Ashe con Langley Burrell. Verso la fine del XVII secolo, molte strade locali erano in pessimo stato e vi erano frequenti controversie sulla loro manutenzione. Nel 1651, Chippenham, Langley Burrell e Hardenhuish raggiunsero un accordo sulla manutenzione delle strade, che in parte alleviò il problema. Il Maud Heath Trust aveva fondi a disposizione alla fine del secolo e nel 1698 eresse un monumento con una meridiana a tre facce con iscrizioni latine lungo il fiume a Kellaways. La data attuale di costruzione di Langley House è oggetto di discussione. Joseph Ashe succedette al padre Samuel e si dice che il suo libro contabile indichi che costruì la nuova casa nel 1711 ma la cosa non è confermata. A seguito di una riunione del 1811, i fiduciari di Maud Heath ricostruirono la strada rialzata sopra le pianure lungo il fiume a Kellaways con 64 archi in mattoni.
Nel 1822 si verificò una lite tra villaggi vicini. Sembra che gli abitanti di Chippenham assalissero gli uomini di Langley ogni volta che questi si recavano al mercato del sabato. Gli uomini di Kington Langley si organizzarono per entrare in forze a Chippenham un giorno di mercato per vendicarsi di Chippenham. Ci furono scontri nelle strade e poi gli uomini di Langley si ritirarono sulla collina fino a Little George. Gli scontri alla fine fecero due vittime. Hull, il sellaio, e Reynolds, il lattoniere, uscirono per cercare di sedare la rivolta ed entrambi furono uccisi. Ne seguirono arresti e altri scontri. Nel biennio 1961-1962 il consiglio della contea del Wiltshire sostituì il ponte sull'Avon a Kellaways, dopo che il trust ne aveva ceduto la responsabilità all'autorità stradale. Langley Burrell passò sotto la cura del rettore di San Paolo a Chippenham.

## Monumenti e luoghi d'interesse

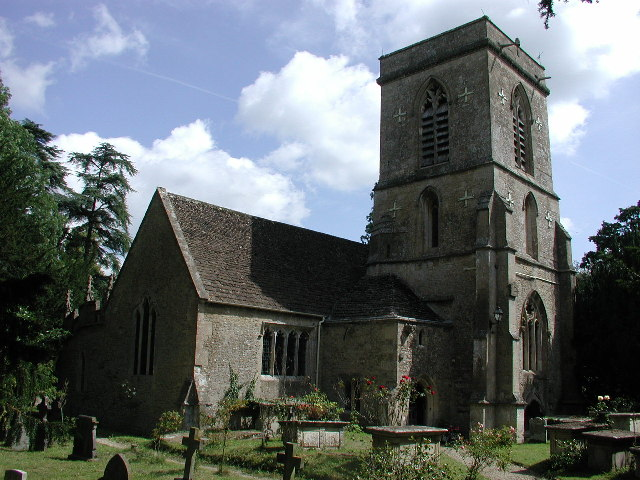
Chiesa di San Pietro di Langley Burrell

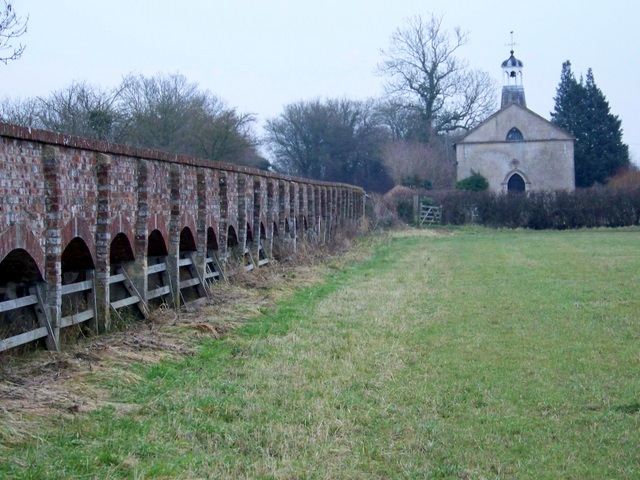
Strada rialzata di Maud Heath a Kellaways

Ci sono vari edifici storici e altri siti d'interesse nel territorio di Langley Burrell Without.
- Chiesa di San Pietro (in inglese St Peter's church). Si tratta di una chiesa parrocchiale anglicana che si trova nel villaggio di Langley Burrell e risale al XII secolo. La chiesa incorpora elementi anteriori al 1200 e la struttura risale principalmente ai secoli XIII e XIV. La torre sud risale al XIV secolo, probabilmente costruita da John Delamare, la cui tomba si trova nel cimitero. Una cappella merlata a sud-est risale alla fine del XV secolo. L'interno della chiesa presenta diverse peculiarità. Durante i restauri del 1898-1899 furono rinvenuti i resti di tre acquasantiere. Successivi resoconti giornalistici suggerirono che i frammenti di altre due acquasantiere fossero stati rinvenuti in precedenza negli anni settanta del XIX secolo. Un'iscrizione latina fu scoperta anche nella parete nord della navata, il cui significato è stato oggetto di congetture. Un'altra singolarità è il foro trilobato del XIV secolo sul lato sud dell'arco del presbiterio, che il commentatore del XVII secolo John Aubrey suggerì potesse essere stato utilizzato come confessionale. Durante le guerre civili inglesi, il parlamento espulse il rettore, Henry Norborne, dal suo sussidio e cercò di insediare un certo signor Martyn. Tuttavia, a Martyn fu negato l'accesso alla parrocchia dai parrocchiani e da Thomas Webbe, che si era invece autoproclamato nuovo ministro ma che venne poi messo sotto accusa. Sino alla fine del XIX secolo il legame tra i rettori di Langley Burrell e i proprietari terrieri si fece più stretto grazie al fatto che i titolari erano principalmente il patrono o un membro della famiglia Ashe. Samuel Ashe divenne rettore solo due settimane dopo la sua ordinazione nel 1777. L'English Heritage ha inserito dal 20 dicembre 1960 la chiesa di San Pietro di Langley Burrell tra gli edifici storici come monumento classificato di prima categoria col numero 1199423. La chiesa appartiene alla diocesi di Bristol.[7][8][9][10]
- Chiesa di Sant'Egidio nella frazione di Kellaways

## Geografia antropica

### Urbanistica
La parrocchia civile Langley Burrell Without comprende il villaggio principale di Langley Burrell e le frazioni di Peckingell e Kellaways.